# Port lotniczy Newcastle (Australia)
Port lotniczy Newcastle (IATA: NTL, ICAO: YWLM) – port lotniczy położony 14 km na północ od Newcastle, w stanie Nowa Południowa Walia, w Australii.

## Linie lotnicze i połączenia
- Aeropelican (Sydney)
- Brindabella Airlines (Canberra)
- Jetstar Airways (Brisbane, Gold Coast, Melbourne)
- Norfolk Air (Norfolk Island)
- Qantas obsługiwane przez QantasLink (Brisbane)
- Virgin Blue (Brisbane, Gold Coast, Melbourne)